# Maserati Alfieri Concept
La Maserati Alfieri Concept è una concept car sportiva prodotta dal marchio Maserati nel 2014.
Presentata al Salone dell'automobile di Ginevra nel marzo dello stesso anno, l'Alfieri Concept celebra il centenario di vita della casa modenese, prefigurando inoltre i canoni stilistici delle Maserati del prossimo futuro.

## Contesto

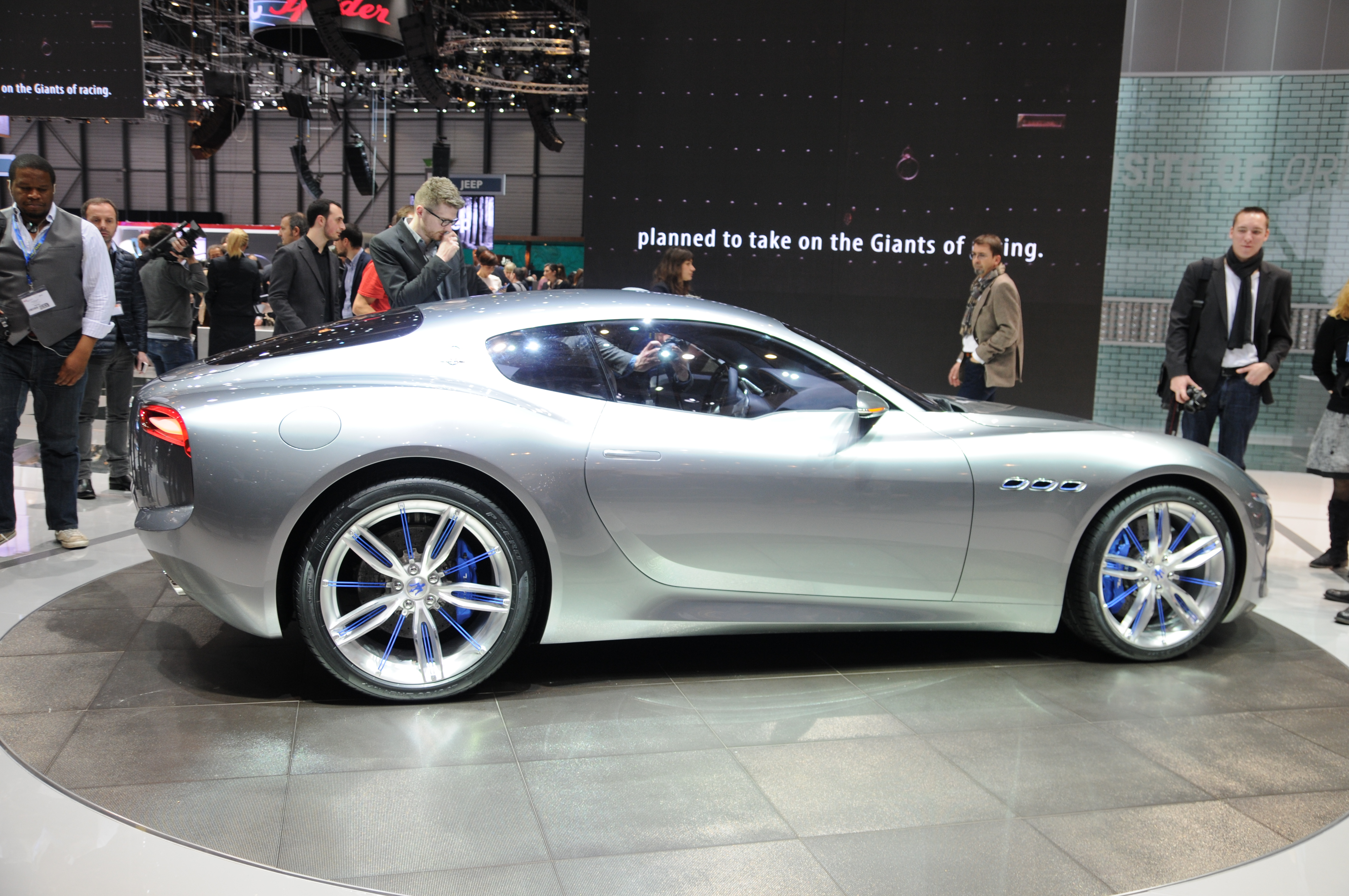
Vista laterale

La concept porta il nome di Alfieri Maserati, meccanico dell'Isotta Fraschini che, nel 1914, fondò assieme ai fratelli Ettore ed Ernesto a Bologna la "Società Anonima Officine Alfieri Maserati", divenuta col tempo l'odierna casa automobilistica.
L'Alfieri omaggia i cento anni del costruttore italiano, ma al contempo vuol essere anche un «manifesto del design Maserati dei prossimi anni», anticipando le scelte di stile che contraddistingueranno le vetture del tridente nell'immediato futuro; gli stessi vertici della casa e di Fiat Chrysler Automobiles non hanno precluso la trasformazione della concept in una vettura di serie, sfruttando il pianale della già esistente Ghibli.
Con questa concept, Maserati conferma inoltre il suo nuovo posizionamento tra le case automobilistiche sempre elitario, ma più affine al settore delle sportive di prestigio, percorso iniziato nei primi anni duemiladieci con prodotti come la Quattroporte VI e la già citata Ghibli.

## Stile
L'Alfieri si prefigura come una coupé 2+2 "all'italiana" che riporta in auge la storica tradizione del marchio modenese nel settore delle Gran Turismo, ricongiungendosi a icone sportive della casa come la 3500 GT del 1957, la 5000 GT del 1959 e la Indy del 1969.
Il design globale della concept è stato curato dal Centro Stile Maserati di Torino, diretto da Marco Tencone, e supervisionato da Lorenzo Ramaciotti. Nelle intenzioni dei designer, l'Alfieri dev'essere «percepita come un'auto estrema, ma allo stesso tempo elegante, in grado di trasmettere un senso di leggerezza e dinamismo».

### Esterni

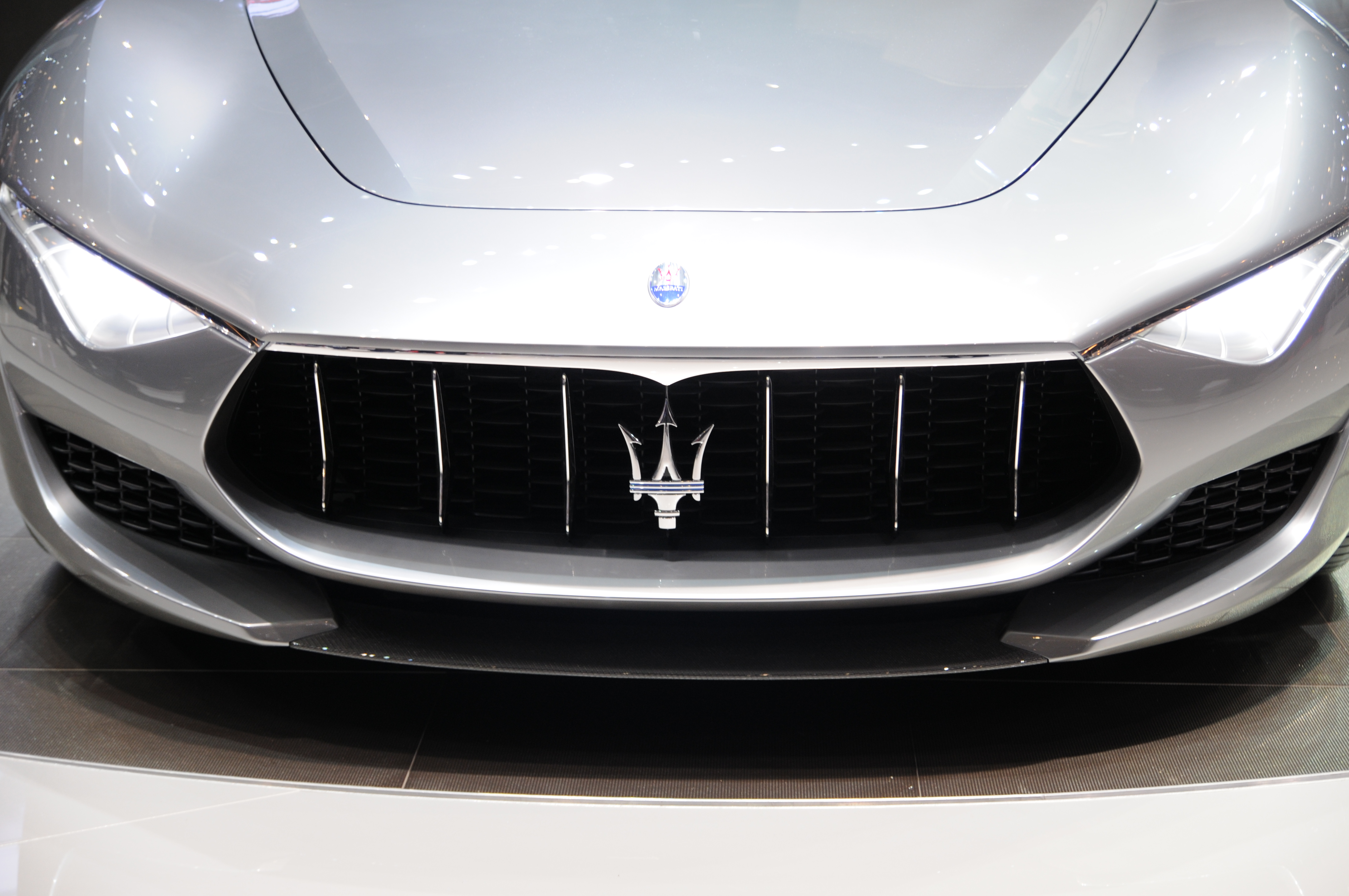
Primo piano della calandra anteriore a listelli verticali "sospesi" dove è in evidenzia il tridente

La maggior fonte d'ispirazione è arrivata dalla A6GCS/53 in versione berlinetta, disegnata nel 1954 per Maserati da Pininfarina, da cui l'Alfieri prende in prestito soprattutto gli originali montanti invertiti, qui reinterpretati secondo i canoni moderni attraverso un'illusione ottica, con una linea scolpita che parte dal cofano e si dissolve nella parte superiore delle portiere. Il disegno generale della vettura, molto aggressivo ma allo stesso tempo essenziale, è caratterizzato da una parte frontale bassa e allungata su cui spicca la calandra formata da alette verticali "sospese" , un'evoluzione di quanto già visto nei contemporanei modelli a listino del tridente, cui fa da contraltare una coda molto risicata.
Accattivanti anche i fari anteriori, realizzati con luci LED e bi-xeno e contraddistinti da una "ciglia" interna, elemento di cui si fregiano pure gli scarichi. I proiettori posteriori, con effetto tridimensionale e dalla doppia colorazione biancorossa, sono realizzati in modo da seguire l'andamento sinuoso della spalla. La coupé monta cerchi forgiati in un unico elemento, da 20 pollici sulle ruote anteriori e 21 per quelle posteriore, adornati da raggi decorativi in "Maserati Blue" che richiamano quelli delle sportive degli anni cinquanta. L'intera vettura è verniciata col colore "Steel Flair", una tinta metallizzata che conferisce alla carrozzeria un particolare effetto "liquido", sottolineandone così la sinuosità delle forme.

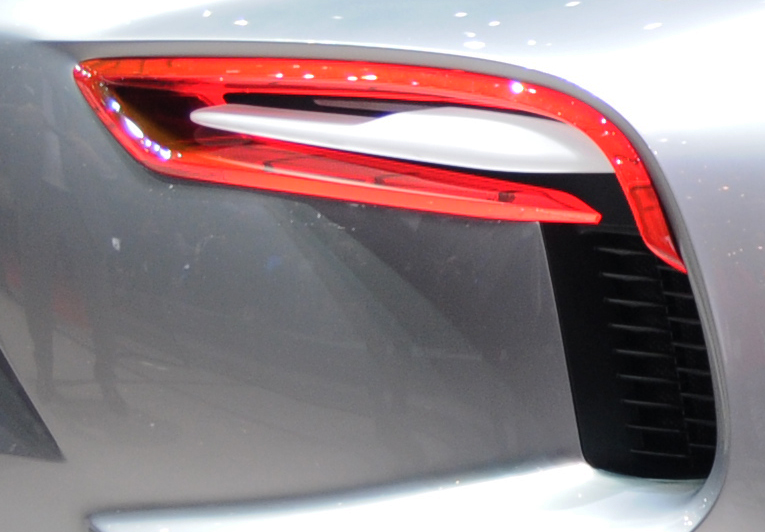
Dettaglio dei fari posteriori

### Interni
Vista la disposizione del volumi, l'abitacolo di questa concept risulta abbastanza arretrato, con finiture semplici e minimali, e un cruscotto che si rifà a quello della 5000 GT. La plancia, che sembra "sospesa" nel vuoto, è marchiata dal fregio "Officine Maserati"; tra gli altri stilemi della casa, non manca inoltre il tradizionale orologio analogico ovale. Il pavimento adotta invece un rivestimento simile all'acciaio ossidato, a suo tempo usato sulle auto da corsa di metà Novecento. Un display TFT, dove a girare non sono le lancette, ma i numeri, fa le veci della tradizionale strumentazione, mentre un altro schermo è riservato all'infotainment di bordo.
Plancia e console centrale, così come i quattro sedili "a guscio" con poggiatesta integrati dal design futuristico, ma a loro volta ispirati alle corse degli anni cinquanta, e dove gli schienali delle sedute posteriori possono essere abbattuti per creare un collegamento diretto col bagagliaio, sono rivestiti da pelle anilina di Poltrona Frau, che si alterna al già citato acciaio, all'alluminio e al rame; tutto l'abitacolo gioca infine sulla dicotomia tra le tinte "Luna White" e "Basalt Blue".

## Meccanica
La coupé è stata sviluppata sul telaio della GranTurismo MC Stradale, debitamente accorciato di 34 centimetri. Anche il comparto meccanico è lo stesso della sportiva stradale, con l'Alfieri che monta un motore V8 aspirato da 4,7 litri, di derivazione Ferrari, capace di erogare 460 cavalli a 7.000 giri e 520 N·m di coppia massima a 4.750 giri; a questo è abbinato un cambio sequenziale a sei marce, con alloggiamento transaxle e montato in blocco con un differenziale autobloccante a slittamento limitato, collegato al propulsore tramite un tubo di torsione rigido. Dalla MC Stradale proviene inoltre l'impianto frenante, con dischi carboceramici e pinze realizzate dalla Brembo.